# Білоглинка (Ульчський район)
Білогли́нка (рос. Белоглинка) — село у складі Ульчського району Хабаровського краю, Росія. Входить до складу Тирського сільського поселення.

## Населення
Населення — 51 особа (2010; 90 у 2002).
Національний склад (станом на 2002 рік):
- нівхи — 29 %